# Feeling (sentimento)
Il feeling è un particolare stato emotivo per cui due o più persone provano contemporaneamente le stesse sensazioni o sentono una particolare vicinanza di affetto e reciprocità, o un particolare trasporto che una persona prova verso qualcosa che ne occupa l'attenzione (ad esempio una ballerina particolarmente coinvolta dalla musica su cui danza).

## Descrizione
Viene anche comunemente definito uno stato di sintonia emotiva con l'altro (che sia persona, oggetto concreto o astratto).
Viene citato comunemente come valore positivo nei rapporti di amicizia e di innamoramento o come causa di una performance particolarmente  brillante in campo artistico (ad esempio la recitazione tra due o più attori, il rapporto tra un regista e il suo cast o un'esecuzione musicale particolarmente corale).
Non è in alcun modo una condizione patologica (quando non diventi monomaniacale, come tutto del resto), né si esprime solitamente con particolari manifestazioni esterne, se non un generale stato di "rapimento" e particolare attenzione verso il soggetto interessato. È invece una condizione particolarmente intima e coinvolgente del proprio animo (e del partner o dei partner, ove presenti).